# Ordre patriarcal de la Sainte-Croix de Jérusalem
L'Ordre patriarcal de la Sainte-Croix de Jérusalem est un ordre religieux ouvert aux laïcs et créé en 1979 par le patriarche de l'Église catholique melkite qui en assume la direction en tant que grand maître Il a pour objet la diffusion de la vie chrétienne dans la société actuelle, la promotion et le soutien des œuvres et des institutions religieuses, culturelles, charitables, sociales de l’Église patriarcale grecque-melkite

## L'ordre en France
En France, l'Ordre est représenté par une association "Les Chevaliers de la Sainte Croix de Jérusalem" (enregistrement N° W751227488) qui a son siège en l’église de Saint Julien le Pauvre, 79 rue Galande à Paris (Ve) depuis la fin de 2014.

## Galerie

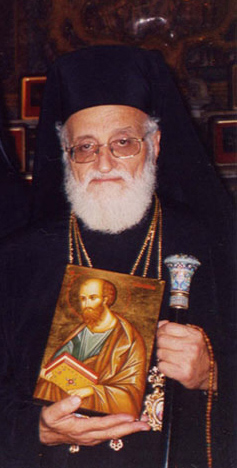
Patriarche Grégoire III, grand maitre de l'Ordre
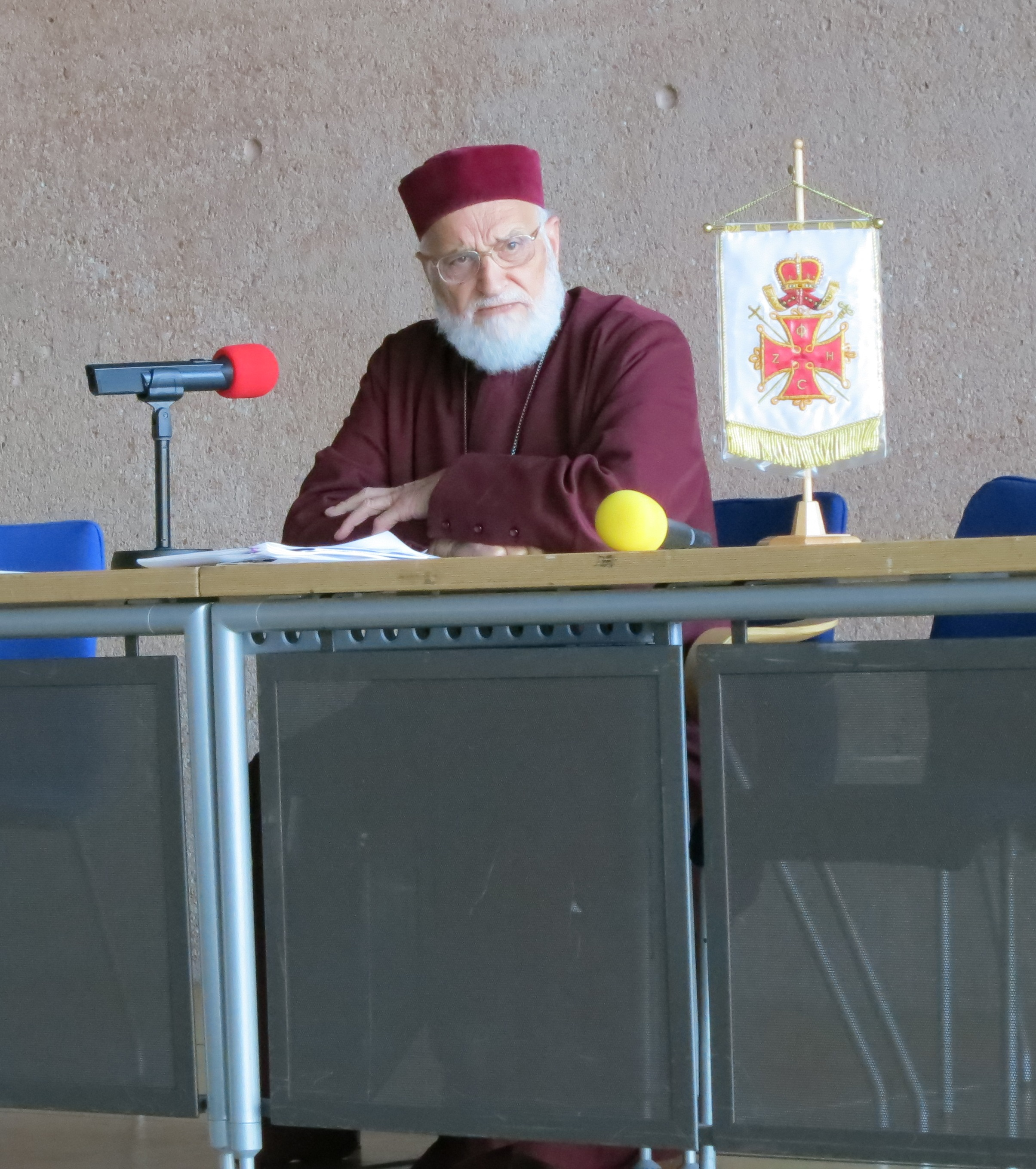
Grégoire III, en 2012.